# 6-포스포글루코노락토네이스
6-포스포글루코노락토네이스(영어: 6-phosphogluconolactonase, 6PGL, PGLS) (EC 3.1.1.31)는 오탄당 인산 경로의 산화적 단계에서 6-포스포글루코노락톤의 6-포스포글루콘산으로의 가수분해를 촉매하는 효소이며, 모든 생물의 세포질에 존재하는 효소이다. 6-포스포글로코노락토네이스의 계통명은 6-포스포-D-글루코노-1,5-락톤 락토노하이드롤레이스(영어: 6-phospho-D-glucono-1,5-lactone lactonohydrolase)이다.
6-포스포-D-글루코노-1,5-락톤 + H2O  ⇄  6-포스포-D-글루콘산
6-포스포글루코노락토네이스의 3차 구조는 루프에 클러스터된 활성 부위 잔기와 함께 α/β 가수분해효소 접힘을 사용한다. 효소의 결정 구조에 기초하여, 메커니즘은 활성 부위의 히스티딘 잔기에 의한 양성자 전달에 의존하는 것으로 제안되었다. 6-포스포글루코노락토네이스는 6-포스포글루코노-δ-락톤의 가수분해를 선택적으로 촉매하며, γ-이성질체에 대한 활성은 없다.

## 효소 메커니즘
6-포스포글루코노락토네이스에 의한 6-포스포글루코노락톤의 6-포스포글루콘산으로의 가수분해는 자일로스 이성질화효소와 리보스 5-인산 이성질화효소와 유사하게 고리의 O5의 산소 원자로의 양성자 전달을 통해 진행되는 것으로 제안되었다. 반응은 C5 에스터에서 수산화물 이온의 공격을 통해 시작된다. 활성 부위의 히스티딘 잔기로부터 양성자를 공여함으로써 사면체 중간생성물이 형성되고 에스터 결합이 분해된다. 양성자 전달에 참여하는 특정 잔기는 2009년까지 밝혀지지 않았다. 이전의 구조 연구에서 활성 부위에서 기질의 두 가지 가능한 입체구조가 입증되었으며, 이는 고리의 O5 산소를 아르기닌 또는 히스티딘 잔기에 근접하게 위치시키는 것이다. 분자 역학 시뮬레이션은 양성자를 제공하는 잔기가 히스티딘이고 아르기닌 잔기가 음전하를 띤 인산기의 전기적 안정화에만 관여하는 것을 발견하기 위해 사용되었다. 효소-기질 복합체의 전기적 안정화는 생성물인 카복실산과 주변 글리신 잔기의 골격 아민 사이에서도 일어난다.
|  |

## 효소 구조
사람의 6-포스포글루코노락토네이스는 세포질의 생리학적 조건에서 단량체로 존재하며 총 분자량이 약 30 kD인 258개의 아미노산 잔기들로 구성된다. 효소의 3차 구조는 8개의 α-나선과 5개의 310 나선으로 둘러싸인 평행 및 역평행 β-시트가 있는 α/β 가수분해효소 접힘을 사용한다. 단백질 3차 구조의 안정성은 아스파르트산과 아르기닌 잔기 사이의 염다리를 통해, 그리고 방향족 곁사슬 스태킹 상호작용을 통해 강화된다. 트리파노소마 브루세이(Trypanosoma brucei)로부터 분리한 6-포스포글루코노락토네이스는 비촉매적 역할을 하는 Zn2+ 이온과 결합하는 것으로 나타났으나 테르모토가 마리티마(Thermotoga maritima) 및 콜레라균(Vibrio cholerae)을 포함한 다른 생물에서는 관찰되지 않는다.

## 생물학적 기능
6-포스포글루코노락토네이스는 6-포스포글루코노락톤을 6-포스포글루콘산으로 전환하는 반응을 촉매한다. 이들 화합물은 포도당을 리불로스 5-인산으로 전환시키는 오탄당 인산 경로의 산화적 단계에서의 대사 중간생성물이다. 오탄당 인산 경로의 산화적 단계에서 1분자의 이산화 탄소(CO2)가 방출되고 2 NADP+로부터 2 NADPH가 생성된다. 오탄당 인산 경로의 산화적 단계의 최종 생성물인 리보스 5-인산은 오탄당 인산 경로의 비산화적 단계에 의해 추가로 처리되어 뉴클레오타이드, ATP 및 조효소 A를 포함한 생체분자를 합성하는 데 사용된다.
오탄당 인산 경로에서 6-포스포글루코노락토네이스에 선행하는 효소인 포도당 6-인산 탈수소효소는 독점적으로 6-포스포글루코노락톤의 δ-이성질체를 형성한다. 그러나 δ-이성질체가 축적되면 이 화합물은 분자 내 재배열을 거쳐 보다 안정적인 γ-형태로 이성질화될 수 있으며, γ-이성질체는 6-포스포글루코노락토네이스에 의해 가수분해될 수 없고 오탄당 인산 경로의 비산화적 단계로 계속 진행될 수 없다. 6-포스포글루코노락톤의 δ-이성질체를 빠르게 가수분해함으로써 6-포스포글루코노락토네이스는 세포가 이용할 수 있는 포도당 자원을 낭비시키는 γ-이성질체의 축적 및 후속적인 형성을 방지한다. 6-포스포글루코노락톤은 또한 대장균에서 발현되는 폴리히스티딘-태그 단백질의 α-N-6-포스포글루코노일화에 의해 입증된 세포 내 친핵체로부터 공격을 받기 쉽다. 6-포스포글루코노락토네이스에 의한 6-포스포글루코노락톤의 효율적인 가수분해는 락톤의 축적과 그에 따른 독성 반응이 락톤 중간생성물과 세포 사이에서 일어나는 것을 방지한다.

## 질병과의 관련성
말라리아 감염원인 플라스모디움 베르게이(Plasmodium berghei)와 플라스모디움 팔시팔룸(Plasmodium falciparum)은 포도당 6-인산 탈수소효소와 6-포스포글루코노락토네이스 활성을 모두 나타내는 이기능성 효소를 발현하여 오탄당 인산 경로의 처음 두 단계를 촉매할 수 있는 것으로 나타났다. 이러한 이기능성 효소는 말라리아 감염원에 대한 약물 표적으로 확인되었으며, 저분자 저해제의 고속대량 스크리닝을 통해 잠재적으로 강력한 항말라리아제가 될 수 있는 새로운 화합물들을 발견하였다.

## 같이 보기
- 오탄당 인산 경로
- 6-포스포글루코노락톤
- 6-포스포글루콘산
- 포도당 6-인산 탈수소효소
- 6-포스포글루콘산 탈수소효소